# Синуеса
Синуеса (на латински: Sinuessa; на гръцки: Σινούεσσα or Σινόεσσα) е бил италийски град на границата между южен Лацио и Кампания на Тиренско море.
Намирал се e на Виа Апия на 10 км от р. Волтурно, близо до Неапол. Руините му се намират до днешните градове Сеса Аврунка и Мондрагоне.
Първо е бил гръцко селище с името Синоп (Sinope), след това Весция, град на аврунките, който през 314 пр.н.е. е разрушен от римляните, които основават през 296/295 пр.н.е. по времето на третата самнитска война на неговото място гражданската колония Sinuessa.
През 95 г. се строи пътят Виа Домициана, започващт от Синуеса за Путеоли.
Близо до града са се намирали баните Aquae Sinuessanae, често посещавани от император Клавдий. Тук Нероновият градски префект Тигелин е накаран да се самоубие през 69 г.